# Adán Clímaco
Adán Alberto Clímaco Calderón (ur. 5 stycznia 2001 w San José) – salwadorski piłkarz pochodzenia kostarykańskiego występujący na pozycji lewego obrońcy, reprezentant Salwadoru, od 2023 roku zawodnik kostarykańskiego Santosu Guápiles.
Jego ojciec pochodzi z Salwadoru, a matka z Kostaryki.